# Møre og Romsdal
Møre og Romsdal je okrug u zapadnoj Norveškoj.

## Zemljopis
Møre og Romsdal graniči s okruzima Sør-Trøndelag, Oppland i Sogn og Fjordane. Središte okruga je grad Molde.

## Stanovništvo
Møre og Romsdal je osmi po broju stanovnika okrug u Norveškoj, prema podacima iz 2008. godine u njemu živi 	254.100 stanovnika, dok je gustoća naseljenosti 16,8 stan./km²

## Općine
Møre og Romsdal je podjeljen na 36 općina:
| 1. Ålesund 2. Aukra 3. Aure 4. Averøy 5. Eide 6. Fræna 7. (Frei -spojen s Kristiansund 1. siječnja 2008.) 8. Giske 9. Gjemnes 10. Halsa 11. Haram 12. Hareid 13. Herøy 14. Kristiansund 15. Midsund 16. Molde 17. Nesset 18. Norddal 19. Ørskog | 1. Ørsta 2. Rauma 3. Rindal 4. Sande 5. Sandøy 6. Skodje 7. Smøla 8. Stordal 9. Stranda 10. Sula 11. Sunndal 12. Surnadal 13. Sykkylven 14. Tingvoll 15. (Tustna - spojen s Aure 1. siječnja 2006.) 16. Ulstein 17. Vanylven 18. Vestnes 19. Volda |

## Vanjske poveznice
- Službena stranica Møre og Romsdal  Arhivirana inačica izvorne stranice od 22. srpnja 2020. (Wayback Machine)

### Ostali projekti
|  | Zajednički poslužitelj ima još gradiva o temi Møre og Romsdal |